# Bulgária a 2010. évi téli olimpiai játékokon

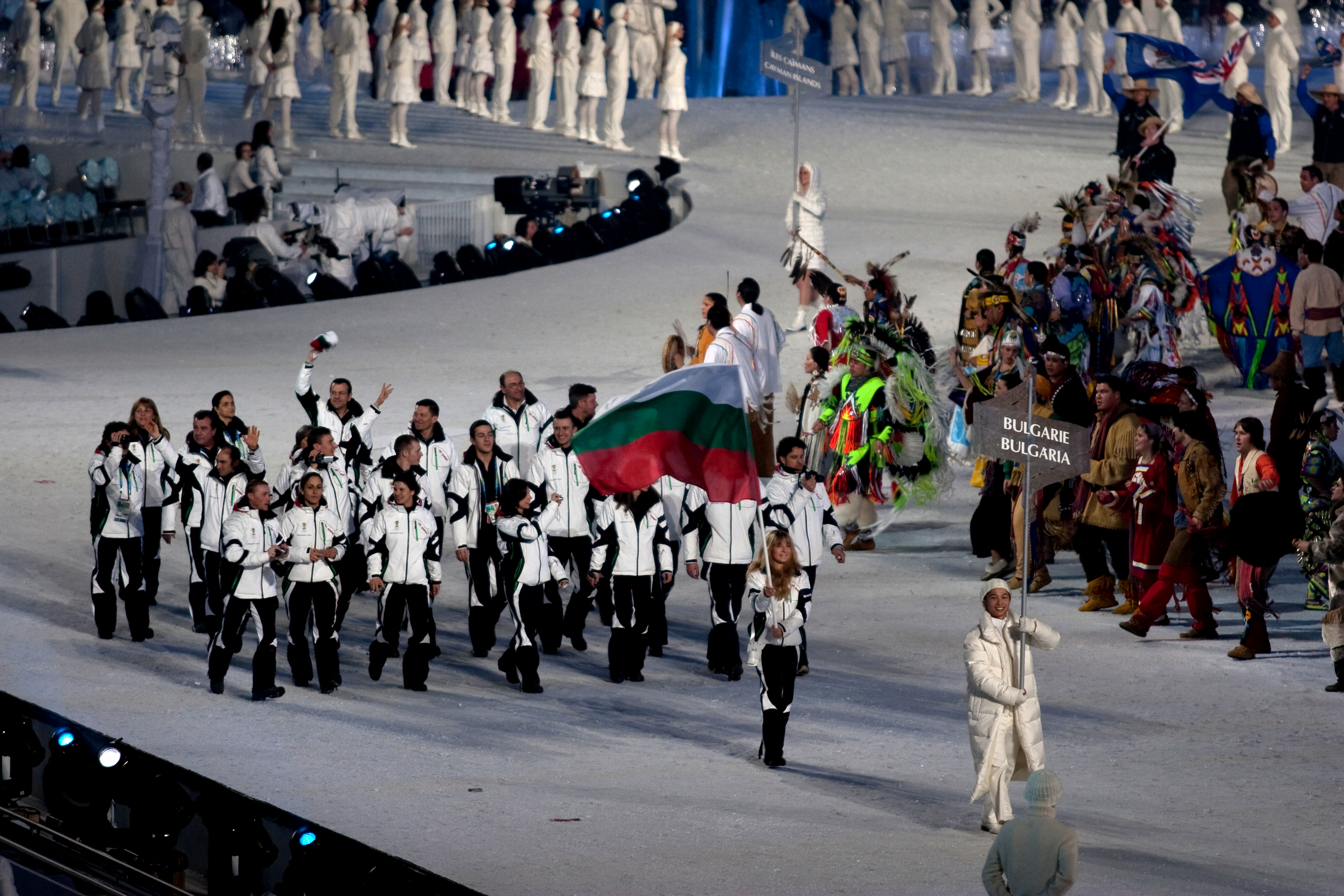
Bulgária olimpiai küldöttsége a megnyitón

Bulgária a kanadai Vancouverben megrendezett 2010. évi téli olimpiai játékok egyik részt vevő nemzete volt. Az országot az olimpián 6 sportágban 19 sportoló képviselte, akik érmet nem szereztek.

## Alpesisí
Férfi
| Versenyző        | Versenyszám            | 1. futam | 1. futam | 2. futam | 2. futam | Összesítés    | Összesítés    |
| Versenyző        | Versenyszám            | Idő      | Hely.    | Idő      | Hely.    | Idő           | Helyezés      |
| ---------------- | ---------------------- | -------- | -------- | -------- | -------- | ------------- | ------------- |
| Kilian Albreht   | Műlesiklás             | 50,08    | 24.      | 52,28    | 20.      | 1:42,36       | 20.           |
| Sztefan Georgiev | Lesiklás               |          |          |          |          | nem ért célba | nem ért célba |
| Sztefan Georgiev | Műlesiklás             | 50,86    | 30.      | 53,06    | 25.      | 1:43,92       | 25.           |
| Sztefan Georgiev | Óriás-műlesiklás       | 1:23,82  | 53.      | 1:25,09  | 44.      | 2:48,91       | 48.           |
| Sztefan Georgiev | Szuperóriás-műlesiklás |          |          |          |          | 1:36,32       | 41.           |

| Versenyző        | Versenyszám | Lesiklás | Lesiklás | Műlesiklás | Műlesiklás | Összesítés | Összesítés |
| Versenyző        | Versenyszám | Idő      | Hely.    | Idő        | Hely.      | Idő        | Helyezés   |
| ---------------- | ----------- | -------- | -------- | ---------- | ---------- | ---------- | ---------- |
| Sztefan Georgiev | Összetett   | 2:02,77  | 46.      | 54,64      | 30.        | 2:57,41    | 34.        |

Női
| Versenyző      | Versenyszám            | 1. futam      | 1. futam      | 2. futam | 2. futam | Összesítés    | Összesítés    |
| Versenyző      | Versenyszám            | Idő           | Hely.         | Idő      | Hely.    | Idő           | Helyezés      |
| -------------- | ---------------------- | ------------- | ------------- | -------- | -------- | ------------- | ------------- |
| Marija Kirkova | Lesiklás               |               |               |          |          | 1:56,80       | 33.           |
| Marija Kirkova | Műlesiklás             | nem ért célba | nem ért célba | kiesett  | kiesett  | kiesett       | kiesett       |
| Marija Kirkova | Óriás-műlesiklás       | nem ért célba | nem ért célba | kiesett  | kiesett  | kiesett       | kiesett       |
| Marija Kirkova | Szuperóriás-műlesiklás |               |               |          |          | nem ért célba | nem ért célba |

## Biatlon
Férfi
| Versenyző                                                        | Versenyszám           | Lövőhiba    | Időeredmény | Helyezés |
| ---------------------------------------------------------------- | --------------------- | ----------- | ----------- | -------- |
| Kraszimir Anev                                                   | 10 km sprint          | 0 (0+0)     | 26.09,1     | 25.      |
| Kraszimir Anev                                                   | 12,5 km üldözőverseny | 3 (2+0+0+1) | 37.24,2     | 45.      |
| Kraszimir Anev                                                   | 20 km egyéni          | 2 (0+2+0+0) | 52.09,2     | 25.      |
| Martin Bogdanov                                                  | 20 km egyéni          | 4 (1+2+0+1) | 58.29,6     | 84.      |
| Vladimir Iliev                                                   | 10 km sprint          | 3 (1+2)     | 28.45,0     | 83.      |
| Vladimir Iliev                                                   | 20 km egyéni          | 5 (2+1+1+1) | 57.37,8     | 79.      |
| Miroszlav Kenanov                                                | 10 km sprint          | 1 (1+0)     | 28.40,2     | 82.      |
| Mihail Klecserov                                                 | 10 km sprint          | 0 (0+0)     | 27.23,1     | 59.      |
| Mihail Klecserov                                                 | 12,5 km üldözőverseny | 0 (0+0+0+0) | 37.08,1     | 44.      |
| Mihail Klecserov                                                 | 20 km egyéni          | 3 (1+1+1+0) | 54.54,6     | 63.      |
| Mihail Klecserov Vladimir Iliev Miroszlav Kenanov Kraszimir Anev | 4 × 7,5 km váltó      | 9 (0+3 0+6) | 1:29.39,7   | 16.      |

Női
| Versenyző       | Versenyszám   | Lövőhiba    | Időeredmény | Helyezés |
| --------------- | ------------- | ----------- | ----------- | -------- |
| Nina Klenovszka | 7,5 km sprint | 3 (1+2)     | 22.32,4     | 62.      |
| Nina Klenovszka | 15 km egyéni  | 3 (0+1+1+1) | 45.49,8     | 48.      |

## Rövidpályás gyorskorcsolya
Férfi
| Versenyző    | Versenyszám | Előfutam | Előfutam | Negyeddöntő | Negyeddöntő | Elődöntő | Elődöntő | B döntő | B döntő | Döntő   | Döntő   | Helyezés |
| Versenyző    | Versenyszám | Idő      | Hely.    | Idő         | Hely.       | Idő      | Hely.    | Idő     | Hely.   | Idő     | Hely.   | Helyezés |
| ------------ | ----------- | -------- | -------- | ----------- | ----------- | -------- | -------- | ------- | ------- | ------- | ------- | -------- |
| Aszen Pandov | 1000 m      | 1:28,580 | 4.       | kiesett     | kiesett     | kiesett  | kiesett  | kiesett | kiesett | kiesett | kiesett | 31.      |

Női
| Versenyző                 | Versenyszám | Előfutam | Előfutam | Negyeddöntő | Negyeddöntő | Elődöntő | Elődöntő | B döntő | B döntő | Döntő    | Döntő   | Helyezés |
| Versenyző                 | Versenyszám | Idő      | Hely.    | Idő         | Hely.       | Idő      | Hely.    | Idő     | Hely.   | Idő      | Hely.   | Helyezés |
| ------------------------- | ----------- | -------- | -------- | ----------- | ----------- | -------- | -------- | ------- | ------- | -------- | ------- | -------- |
| Marina Georgieva-Nikolova | 500 m       | kizárták | kizárták | kiesett     | kiesett     | kiesett  | kiesett  | kiesett | kiesett | kiesett  | kiesett | kiesett  |
| Marina Georgieva-Nikolova | 1500 m      | 2:28,732 | 3.       |             |             | 2:25,604 | 7.       | kiesett | kiesett | kiesett  | kiesett | 17.      |
| Evgenija Radanova         | 500 m       | 45,125   | 1.       | 44,047      | 3.          | kiesett  | kiesett  | kiesett | kiesett | kiesett  | kiesett | 9.       |
| Evgenija Radanova         | 1000 m      | 1:32,829 | 4.       | kiesett     | kiesett     | kiesett  | kiesett  | kiesett | kiesett | kiesett  | kiesett | 25.      |
| Evgenija Radanova         | 1500 m      | 2:23,698 | 3.       |             |             | 2:24,376 | 2.       |         |         | 2:19,411 | 7.      | 7.       |

## Sífutás
Férfi
| Versenyző       | Versenyszám | Eredmény      | Helyezés      |
| --------------- | ----------- | ------------- | ------------- |
| Veszelin Cinzov | 15 km       | 36:11,7       | 50.           |
| Veszelin Cinzov | 30 km       | nem ért célba | nem ért célba |

Női
| Versenyző          | Versenyszám | Eredmény | Helyezés |
| ------------------ | ----------- | -------- | -------- |
| Antonija Grigorova | 10 km       | 28:27,7  | 59.      |
| Antonija Grigorova | 15 km       | 49:31,5  | 61.      |
| Teodora Malcseva   | 10 km       | 29:52,4  | 65.      |

## Snowboard
Parallel giant slalom
| Versenyző    | Versenyszám | Selejtező | Selejtező | Nyolcaddöntő      | Negyeddöntő       | Elődöntő          | Döntő             | Helyezés |
| Versenyző    | Versenyszám | Idő       | Hely.     | Ellenfél Eredmény | Ellenfél Eredmény | Ellenfél Eredmény | Ellenfél Eredmény | Helyezés |
| ------------ | ----------- | --------- | --------- | ----------------- | ----------------- | ----------------- | ----------------- | -------- |
| Ivan Rancsev | Férfi       | 1:22,83   | 26.       | kiesett           | kiesett           | kiesett           | kiesett           | 26.      |

Snowboard cross
| Versenyző           | Versenyszám | Selejtező     | Selejtező     | Nyolcaddöntő | Negyeddöntő | Elődöntő | Döntő    | Helyezés |
| Versenyző           | Versenyszám | Idő           | Hely.         | Helyezés     | Helyezés    | Helyezés | Helyezés | Helyezés |
| ------------------- | ----------- | ------------- | ------------- | ------------ | ----------- | -------- | -------- | -------- |
| Alekszandra Zsekova | Női         | nem ért célba | nem ért célba | kiesett      | kiesett     | kiesett  | kiesett  | kiesett  |

## Szánkó
| Versenyző       | Versenyszám | 1. futam | 1. futam | 2. futam | 2. futam | 3. futam | 3. futam | 4. futam | 4. futam | Összesítés | Összesítés |
| Versenyző       | Versenyszám | Idő      | Hely.    | Idő      | Hely.    | Idő      | Hely.    | Idő      | Hely.    | Idő        | Hely.      |
| --------------- | ----------- | -------- | -------- | -------- | -------- | -------- | -------- | -------- | -------- | ---------- | ---------- |
| Petar Iliev     | Férfi egyes | 50,348   | 34.      | 50,701   | 35.      | 50,921   | 34.      | 50,428   | 35.      | 3:22,398   | 35.        |
| Ivan Papukcsiev | Férfi egyes | 50,932   | 37.      | 50,909   | 36.      | 51,105   | 37.      | 50,386   | 34.      | 3:23,332   | 37.        |